# 週末キッズタイム
週末キッズタイム（しゅうまつ- ）は、2002年4月から2007年3月までNHK教育テレビで土曜日午前に放送された小中学生向け番組枠である。

## 概要
第2・4週土曜日が学校休日になった1995年度より土曜日10時以降の学校放送を廃止し、小中学生向けの休日用番組を開始した。学校週休2日制が完全実施された2002年度から番組枠『週末キッズタイム』を編成開始した。2007年度より、早朝の幼児番組と統合して『どようこどもSP』に再編された。

## 番組一覧
| 年月 | 年月 | 09:15                                       | 09:30              | 09:45                | 10:00                 | 10:05                 | 10:30                    | 10:45                    | 10:55                    | 11:00                         | 11:15                         | 11:20                    | 11:30                    | 11:40                    | 年月 | 年月 |
| ---- | ---- | ------------------------------------------- | ------------------ | -------------------- | --------------------- | --------------------- | ------------------------ | ------------------------ | ------------------------ | ----------------------------- | ----------------------------- | ------------------------ | ------------------------ | ------------------------ | ---- | ---- |
| 1995 | 04   | こどもにんぎょう劇場                        | あいうえお         | ワンツー・どん       | ユメディア号こども塾  | ユメディア号こども塾  | やってみようなんでも実験 | やってみようなんでも実験 | やってみようなんでも実験 | 人形劇 三国志                 | 人形劇 三国志                 | 人形劇 三国志            | 人形劇 三国志            | 人形劇 三国志            | 04   | 1995 |
| 1996 | 04   | こどもにんぎょう劇場                        | あいうえお         | まちかどド・レ・ミ   | ユメディア号こども塾  | ユメディア号こども塾  | やってみようなんでも実験 | やってみようなんでも実験 | やってみようなんでも実験 | 人形劇 三国志                 | 人形劇 三国志                 | 人形劇 三国志            | 人形劇 三国志            | 人形劇 三国志            | 04   | 1996 |
| 1996 | 08   | こどもにんぎょう劇場                        | あいうえお         | まちかどド・レ・ミ   | ユメディア号こども塾  | ユメディア号こども塾  | やってみようなんでも実験 | やってみようなんでも実験 | やってみようなんでも実験 | 人形歴史スペクタクル 平家物語 | 人形歴史スペクタクル 平家物語 | 恐竜家族                 | 恐竜家族                 | 恐竜家族                 | 08   | 1996 |
| 1997 | 04   | うたってオドロンパ                          | あいうえお         | トゥトゥアンサンブル | ユメディア号こども塾  | ユメディア号こども塾  | やってみようなんでも実験 | やってみようなんでも実験 | やってみようなんでも実験 | 人形歴史スペクタクル 平家物語 | 人形歴史スペクタクル 平家物語 | 恐竜家族                 | 恐竜家族                 | 恐竜家族                 | 04   | 1997 |
| 1997 | 10   | うたってオドロンパ                          | あいうえお         | トゥトゥアンサンブル | ユメディア号こども塾  | ユメディア号こども塾  | やってみようなんでも実験 | やってみようなんでも実験 | やってみようなんでも実験 | スクール五輪の書              | スクール五輪の書              | スクール五輪の書         | スクール五輪の書         | ミニ番組                 | 10   | 1997 |
| 1998 | 04   | うたっておどろんぱ SING ALONG! DANCE ALONG! | みんな生きている   | トゥトゥアンサンブル | NHKジュニアスペシャル | NHKジュニアスペシャル | やってみようなんでも実験 | やってみようなんでも実験 | やってみようなんでも実験 | すくすく赤ちゃん              | すくすく赤ちゃん              | すくすく赤ちゃん         | すくすく赤ちゃん         | ミニ番組                 | 04   | 1998 |
| 1999 | 04   | うたっておどろんぱ SING ALONG! DANCE ALONG! | デジタル大図鑑     | マテマティカ         | NHKジュニアスペシャル | NHKジュニアスペシャル | やってみようなんでも実験 | やってみようなんでも実験 | みんなのうた             | テレビスポーツ教室            | テレビスポーツ教室            | テレビスポーツ教室       | さわやか自然百景         | さわやか自然百景         | 04   | 1999 |
| 2000 | 04   | うたっておどろんぱ SING ALONG! DANCE ALONG! | デジタル大図鑑     | マテマティカ         | 科学デジタル質問箱    | 科学デジタル質問箱    | やってみようなんでも実験 | やってみようなんでも実験 | みんなのうた             | テレビスポーツ教室            | テレビスポーツ教室            | テレビスポーツ教室       | 名曲アルバム             | 名曲アルバム             | 04   | 2000 |
| 2001 | 04   | うたっておどろんぱ!                         | デジタル大図鑑     | えいごリアン         | 科学デジタル質問箱    | 科学デジタル質問箱    | 真剣10代しゃべり場       | 真剣10代しゃべり場       | 真剣10代しゃべり場       | 真剣10代しゃべり場            | テレビスポーツ教室            | テレビスポーツ教室       | テレビスポーツ教室       | テレビスポーツ教室       | 04   | 2001 |
| 2002 | 04   | うたっておどろんぱ!                         | 科学大好き土よう塾 | 科学大好き土よう塾   | 科学大好き土よう塾    | 科学大好き土よう塾    | ドラマ愛の詩             | ドラマ愛の詩             | ドラマ愛の詩             | 未来への教室                  | 未来への教室                  | 未来への教室             | 未来への教室             | 未来への教室             | 04   | 2002 |
| 2003 | 04   | 科学大好き土よう塾                          | 科学大好き土よう塾 | 科学大好き土よう塾   | ぴりっとQ             | ドラマ愛の詩          | 中学生日記               | 中学生日記               | 中学生日記               | 真剣10代しゃべり場            | 真剣10代しゃべり場            | 真剣10代しゃべり場       | 真剣10代しゃべり場       | 真剣10代しゃべり場       | 04   | 2003 |
| 2004 | 04   | 科学大好き土よう塾                          | 科学大好き土よう塾 | 科学大好き土よう塾   | 中学生日記            | 中学生日記            | あしたをつかめ           | あしたをつかめ           | ミクロワールド           | 親と子のTVスクール            | 親と子のTVスクール            | 親と子のTVスクール       | 親と子のTVスクール       | 親と子のTVスクール       | 04   | 2004 |
| 2005 | 04   | 科学大好き土よう塾                          | 科学大好き土よう塾 | 科学大好き土よう塾   | 親と子のTVスクール    | 親と子のTVスクール    | 親と子のTVスクール       | 中学生日記               | 中学生日記               | 中学生日記                    | あしたをつかめ                | あしたをつかめ           | あしたをつかめ           | ミクロワールド           | 04   | 2005 |
| 2006 | 04   | 科学大好き土よう塾                          | 科学大好き土よう塾 | 科学大好き土よう塾   | 親と子のTVスクール    | 親と子のTVスクール    | 親と子のTVスクール       | 中学生日記               | 中学生日記               | 中学生日記                    | 一期一会 キミにききたい!      | 一期一会 キミにききたい! | 一期一会 キミにききたい! | 一期一会 キミにききたい! | 04   | 2006 |